# Adolph Phillips
Adolph Phillips (* 9. Februar 1845 in Elbing; † 20. Januar 1886 in Berlin) war ein deutscher Journalist und linksliberaler Politiker.

## Leben
Adolph Phillips war Sohn des gleichnamigen Oberbürgermeisters von Elbing, Adolph Phillips’ des Älteren. Er studierte Philologie und schloss das Studium als Dr. phil. ab. Während seines Studiums wurde er 1863 Mitglied der Burschenschaft Teutonia Jena. Danach arbeitete er als Journalist in Berlin. Von 1884 bis 1886 war Phillips Chefredakteur der Volks-Zeitung.
Politisch linksliberal eingestellt, gehörte er 1879 zu den Mitbegründern der Freien Vereinigung der Fortschrittspartei in Berlin. Als Vertreter des linken Flügels der Fortschrittspartei stand er der Zusammenarbeit mit den Sozialdemokraten positiv gegenüber. Zwischen 1881 und 1884 war er für die Fortschrittspartei Mitglied des Reichstages. Im Jahr 1884 lehnte Phillips den Zusammenschluss der Fortschrittspartei mit der Liberalen Vereinigung zur Deutschfreisinnigen Partei ab. Zusammen insbesondere mit Julius Lenzmann gründete er daraufhin die Demokratische Partei. Er war auch Mitherausgeber der Demokratischen Blätter.

## Familie
Der Jurist Georg Phillips (1804–1872) war sein Onkel.